# Киевская Русь (газета)
«Ки́евская Ру́сь» — еженедельная общественно-политическая газета. Издавалась в Киеве при поддержке руководителя Киевского отделения ОСВАГа Анатолия Савенко в октябре-ноябре 1919 года во время присутствия в городе сил Белого движения на Юге России. Главный редактор-издатель — О. Москвич. Всего вышло 5 выпусков.

## История
Газета «Киевская Русь» была основана при участии руководителя Киевского отделения ОСВАГа Анатолия Савенко, который также принимал участие в редактировании газеты. Главным редактором-издателем являлся О. Москвич, в редакции газеты также работали С. Г. Грушевский, Р. Кутепов, В. Лазаревский. Газета успела издать пять недельных выпусков. Первый номер вышел 4 (17) ноября, а последний, пятый, 25 ноября (8 декабря) 1919 года.
Газета прекратила существование в связи с приближением к Киеву войск РККА, вступивших в город 14 декабря 1919 года.

## Направление
Газета отстаивала идею национально-культурного и государственного единства русского народа при одновременной децентрализации управления и предоставлении «Малороссии» широкой областной автономии. Издание пропагандировало широкое изучение «населением Малороссии» своих самобытных особенностей с целью приобретения им «средств самообороны» от украинского политического движения.

## Редакция
- Анатолий Савенко — основатель[1],
- О. Москвич — главный редактор-издатель[1].